# West Crooked Lake (Florida)
West Crooked Lake ist ein See im Lake County im US-Bundesstaat Florida. Er ist 45,25 ha groß, und eine Landzunge trennt ihn im Osten vom East Crooked Lake. 
Der See liegt in urbanem Gebiet und zusammen mit den benachbarten Seen East Crooked Lake und Lake Nettie (im Nordosten) in einer Enklave, die von der Stadt Eustis vollständig umgeben ist. Die Enklave ist kein Teil des Stadtgebietes, sondern gehört zum unincorporated area des Lake County.